# Duparquetia orchidacea
Duparquetia orchidacea – gatunek rośliny z rodziny bobowatych Fabaceae, o izolowanej pozycji systematycznej w obrębie rodziny – reprezentuje monotypowy rodzaj Duparquetia i podrodzinę Duparquetioideae. Występuje w zachodniej i środkowej Afryce w krajach nad Zatoką Gwinejską od Liberii na zachodzie po Zair na wschodzie. Występuje w wilgotnych lasach tropikalnych.

## Morfologia
PokrójPnąca liana sięgająca w lasach piętra koron drzew.
LiścieU nasady z trójkątnymi, wolnymi, wyrastającymi w bocznej pozycji przylistkami. Liście nieparzystopierzaste, z rozszerzoną nasadą ogonka. Listki osadzone są naprzeciwlegle.
KwiatyObupłciowe, zebrane po 10–30 w szczytowe kwiatostany groniaste. U nasady kwiatów znajdują się po dwie, drobne przysadki. Kwiaty są grzbieciste. Działki kielich są cztery, nierównej wielkości, kapturkowate, boczne barwne. Płatków jest 5 i są one wolne. Płatek doosiowy i dwa boczne są jajowate, a dwa odosiowe są taśmowate. Pręciki są cztery. Zalążnia powstaje z jednego owocolistka i zawiera 2–5 zalążków.
OwoceWydłużone, drewniejące, czworoboczne strąki. Zawierają 2–5 jajowatych lub eliptycznych nasion.

## Systematyka
Gatunek z monotypowego rodzaju Duparquetia o izolowanej pozycji systematycznej w obrębie rodziny bobowatych Fabaceae. Morfologicznie wyróżnia się drewniejącym strąkiem, grzbiecistymi kwiatami zebranymi w grono; nietypowa w skali nie tylko rodziny jest budowa pyłku. Analizy filogenetyczne sytuują ten takson w pozycji siostrzanej względem Dialioideae, bobowatych właściwych Faboideae i brezylkowych Caesalpinioideae.
Pozycja systematyczna
|  | Detarioideae |
|  |              |
|  | Cercidoideae |
|  |              |

|  | Dialioideae                                                                                     |
|  |                                                                                                 |
|  | \| \| Faboideae – bobowate właściwe \| \| \| \| \| \| Caesalpinioideae – brezylkowe \| \| \| \| |
|  |                                                                                                 |
|  | Faboideae – bobowate właściwe                                                                   |
|  |                                                                                                 |
|  | Caesalpinioideae – brezylkowe                                                                   |
|  |                                                                                                 |

|  | Faboideae – bobowate właściwe |
|  |                               |
|  | Caesalpinioideae – brezylkowe |
|  |                               |

|  | Dialioideae                                                                                     |
|  |                                                                                                 |
|  | \| \| Faboideae – bobowate właściwe \| \| \| \| \| \| Caesalpinioideae – brezylkowe \| \| \| \| |
|  |                                                                                                 |
|  | Faboideae – bobowate właściwe                                                                   |
|  |                                                                                                 |
|  | Caesalpinioideae – brezylkowe                                                                   |
|  |                                                                                                 |

|  | Faboideae – bobowate właściwe |
|  |                               |
|  | Caesalpinioideae – brezylkowe |
|  |                               |

|  | Detarioideae |
|  |              |
|  | Cercidoideae |
|  |              |

|  | Dialioideae                                                                                     |
|  |                                                                                                 |
|  | \| \| Faboideae – bobowate właściwe \| \| \| \| \| \| Caesalpinioideae – brezylkowe \| \| \| \| |
|  |                                                                                                 |
|  | Faboideae – bobowate właściwe                                                                   |
|  |                                                                                                 |
|  | Caesalpinioideae – brezylkowe                                                                   |
|  |                                                                                                 |

|  | Faboideae – bobowate właściwe |
|  |                               |
|  | Caesalpinioideae – brezylkowe |
|  |                               |

|  | Dialioideae                                                                                     |
|  |                                                                                                 |
|  | \| \| Faboideae – bobowate właściwe \| \| \| \| \| \| Caesalpinioideae – brezylkowe \| \| \| \| |
|  |                                                                                                 |
|  | Faboideae – bobowate właściwe                                                                   |
|  |                                                                                                 |
|  | Caesalpinioideae – brezylkowe                                                                   |
|  |                                                                                                 |

|  | Faboideae – bobowate właściwe |
|  |                               |
|  | Caesalpinioideae – brezylkowe |
|  |                               |